# Ketchup
Ketchup er en populær sauce, der som oftest er baseret på tomater. De grundlæggende ingredienser i moderne ketchup er tomater, vineddike, sukker, husholdningssalt, allehånde, nelliker og kanel. Derudover tilsættes ofte løg, selleri og andre grøntsager.
Ketchup er ikke altid blevet lavet af tomater. Det var oprindelig et fællesnavn for sauce, typisk baseret på svampe eller fisk, tilsat forskellige krydderurter. Svampebaseret ketchup findes stadig i nogle lande, blandt andet Storbritannien. I den tidlige fremstilling af ketchup brugtes blandt andet ansjoser, østers, hummer, valnødder, bønner, agurk, tranebær, citron og vindruer.
Ketchup anvendes blandt andet som tilbehør til pølser, hotdog, kradser, spaghetti, pasta, pommes frites, burger, bøfsandwich og biksemad.

## Ordets oprindelse
Ordet ketchup kommer muligvis fra det malaysiske kēchap, en fiskesauce, der ikke indeholder tomater. Ordet kēchap betyder blot smag. Ordet kan dog også stamme fra den kantonesiske dialekt på kinesisk, hvor ke-tsiap (茄汁) ordret betyder aubergine sauce. Det kantonesiske ord for tomat er i øvrigt fan-ke (蕃茄), hvilket ordret betyder "udenlandsk aubergine". 
Ketchup var i begyndelsen af 1800-tallet en fællesnævner for alle saucer med vineddike. I løbet af århundredet blev tomatketchup dog mere populært, især i USA. 